# Вулиця Ігоря Завірюхіна
Ву́лиця І́горя Завірю́хіна — вулиця в місті Бровари Київської області, на якій розміщена лише садибна забудова. Прилучається до вулиці Ярослава Мудрого.

## Історія
До 1967 року дорога відома як провулок Лікарський. Із 13 травня 1967 року називалася провулком Семашко — на честь Миколи Семашка. До 16 лютого 2012 року була вулицею Семашко. Із того часу і до 2015 року — вулицею Семашка. Сучасна назва — із 25 грудня 2015 року — на честь загиблого учасника російсько-української війни, броварця Ігоря Завірюхіна.